# Richard Oswalt Covey
Richard Oswalt Covey (Fayetteville, Arkansas, 1946. augusztus 1.–) amerikai űrhajós, ezredes.

## Életpálya
1964-ben a Légierő Akadémiáján diplomázott. 1969-ben a Purdue Egyetemen űrhajózásból mérnöki vizsgát tett. 1970-1974 között harci pilóta, alkalmazott repülőgépei F–100 Super Sabre, A–37 Dragonfly és A–7 Corsair II voltak. A vietnámi háborúban 339 harci bevetésen vett részt. 1975-ben tesztpilóta kiképzést kapott. 1975-1978 között a F–4 Phantom II, az A–7D és az F–15 Eagle repülőgépek változatainak tesztelője. Több mint 5700 órát töltött a levegőben (repülő/űrrepülő), több mint 30 különböző típusú repülőgép tesztelését végezte.
1978. január 16-tól a Lyndon B. Johnson Űrközpontban részesült űrhajóskiképzésben. 1989-ben elnöke a NASA űrhajós pilótáinak. 1991-ben a hajózószemélyzet Üzemeltetési Igazgatóság helyettes vezetője. Kiképzett űrhajósként tagja volt az STS–5, az STS–61–B, és az STS–61–C támogató (tanácsadó, problémamegoldó) csapatának. Négy űrszolgálata alatt összesen 26 napot, 21 órát, 9  (645 óra) töltött a világűrben. Űrhajós pályafutását 1994. július 1-én fejezte be. 1998-tól a Boeing Company  igazgatóhelyettese.

## Űrrepülések
- STS–51–I, a Discovery űrrepülőgép 6. repülésének pilótája. Pályára állítottak három kommunikációs műholdat, visszanyerve megjavítottak egyet. Első űrszolgálata alatt összesen 7 napot, 2 órát, 17 percet és 42 másodpercet (170 óra) töltött a világűrben. 4 698 602 kilométert (2 919 576 mérföldet) repült, 112 alkalommal kerülte meg a Földet.
- STS–26, a Discovery űrrepülőgép 7. repülésének pilótája. Az STS–4 küldetés óta először voltak űrszkafanderben az űrhajósok indításkor és leszálláskor.  Útnak indítottak egy távközlési műholdat. Második űrszolgálata alatt összesen 4 napot, 1 órát és 00 percet (97 óra) töltött a világűrben. 2 703 000 kilométert (1 680 000 mérföldet) repült, 64 kerülte meg a Földet.
- STS–38, az Atlantis űrrepülőgép 7. repülésének parancsnoka. Az Amerikai Védelmi Minisztérium megbízásából indított Space Shuttle repülés. Harmadik űrszolgálata alatt összesen 4 napot, 21 órát és 54 percet (118 óra) töltött a világűrben. 3 267 000 kilométert (2 045 056 mérföldet) repült, 79 kerülte meg a Földet.
- STS–61, az Endeavour űrrepülőgép ötödik repülésének parancsnoka. Az egyik legbonyolultabb küldetés a Space Shuttle program történetében. A legénység tizenegy megjavította Hubble–űrteleszkóp hibás optikáját. Negyedik űrszolgálata alatt összesen 10 napot, 19 órát és 58 percet (260 óra) töltött a világűrben. 7 135 464 kilométert (4 433 772 mérföldet) repült, 163 kerülte meg a Földet.